# Jamil Douglas
Jamil Douglas (Cypress, 22 febbraio 1992) è un giocatore di football americano statunitense che milita nel ruolo di offensive guard per i Buffalo Bills della National Football League (NFL).

## Biografia

### Miami Dolphins
Dopo avere giocato al college a football ad Arizona State, Phillips fu scelto nel corso del quarto giro (114º assoluto) del Draft NFL 2015 dai Miami Dolphins. Debuttò come professionista partendo come titolare nella gara del primo turno contro i Washington Redskins. La sua stagione da rookie si concluse disputando tutte le 16 partite, di cui 6 come titolare.

## Statistiche
| Partite totali      | 46 |
| Partite da titolare | 11 |

Statistiche aggiornate alla stagione 2020